# Банка Нисенжан
Банка Нисенжан (фр. La Maison Nucingen) је роман француског романописца Онореа де Балзака, написан 1837. године. Први пут објављен је у облику роман-фељтона у часопису La Presse од октобра до новембра 1837. године, а затим штампан као књига 1838. код издавача Вердеа. Роман припада серији Сцене из париског живота у оквиру збирке Људска комедија. Првобитни наслов који је Балзак замислио био је La Haute Banque, термин који је у то време означавао мали круг банкара који су стекли апсолутну доминацију на финансијским тржиштима, а Нисенжан је био један од њих.
Барон Нисенжан се први пут појављује у роману Чича Горио, а потом у делу Melmoth reconcilié, где је поменут посредно. Балзак није завршио писање Melmoth reconcilié када је започео рад на Банка Нисенжан. У оба романа аутор је инспирисан истом темом: берзанском спекулацијом и трговином деоницама које су доминирале у доба незапамћене индустријализације, када су ризичне инвестиције могло довести до тријумфа или потпуног краха. Ипак, док је Нисенжан ближи стварности, Мелмот (који ће бити сврстан у Филозофске студије) продаје своју душу ђаволу, враћајући нас на мит о Фаусту.
Роман је јасна слика успона Ротшилдове куће у Европи, уз опис чувеног берзанског удара током битке код Ватерлоа.

## Радња
Ежен де Растињак постао је љубавник Делфин де Нисенжан, жене банкара Нисенжана, 1819. године у роману Чича Горио. Године 1833, када почиње радња романа Банка Нисенжан, он прекида везу са Делфин, али наставља да сарађује са њеним мужем у преварантским пословима, у којима зарађује толико новца да ускоро може претендовати на титулу пера Француске.
У приватном салону чувеног париског ресторана, један човек прислушкује разговор четворице новинара, који су разуздани након доброг оброка: Андош Финò, Емил Блонде, Кутјур и Жан-Жак Биксију. Они коментаришу изненађујући успех Растињака, који свој углед дугује Кући Нисенжан, чувеној париској банци. Нисенжан сматра да „новац постаје моћ само када га има у несразмерно великим количинама“, због чега се упушта у сложене операције које се своде на: подизање цене акција, а затим на куповину након што их вештачки обори. Чак користи и угледне људе из париског друштва, међу којима је и Растињак, како би створио утисак о свом скором банкроту и изазвао панику која му омогућава да спекулише уз огромне профите. Нисенжан мајсторски комбинује лажне банкроте и користи посреднике као фигуре у својим махинацијама. Тако стиче огромне капитале и и могућност да откупити акције које је најпре прецењивао, а потом оборио.
Његова прва ликвидација омогућава му да купи луксузну палату и започне екстравагантан посао са акционарским друштвом за руднике у Воршину. Након тога, спроводи и другу, па трећу ликвидацију. Нисенжан је користио велики број „посредника“, међу којима је и веома угледни Ежен де Растињак, гроф де Лупо, и други, који су се сви обогатили уз њега. Ипак, он је нанео велике губитке веома вештом Фердинанду дју Тијеу, који га упркос томе поштује и учи из његових метода.
Балзак овде износи прави приручник о финансијским техникама које су функционисале у доба берзанске грознице, не тако различите од берзанских маневара крајем 20. века. Имао је пред собом пример банкара Лафита и, посебно, банкара Бера Леона Фулда, који се два пута нашао у стању немогућности плаћања (1799. и 1810), али се опоравио 1825. године и постао један од чланова високе банке.
Нисенжанове двоструке и троструке маневре изазивају вртоглавицу и одјекују темом другог Балзаковог дела, Le Faiseur.